# Bibliothèque municipale Filippo-De-Nobili
La bibliothèque municipale Filippo-De-Nobili (biblioteca comunale Filippo De Nobili en italien) est une bibliothèque historique italienne qui se trouve dans le centre historique de Catanzaro, à l'intérieur du parc de la villa Margherita (ancienne villa Trieste).
Elle a été fondée le 2 juin 1889. Elle est nommée ainsi en l'honneur de Filippo De Nobili.

## Histoire

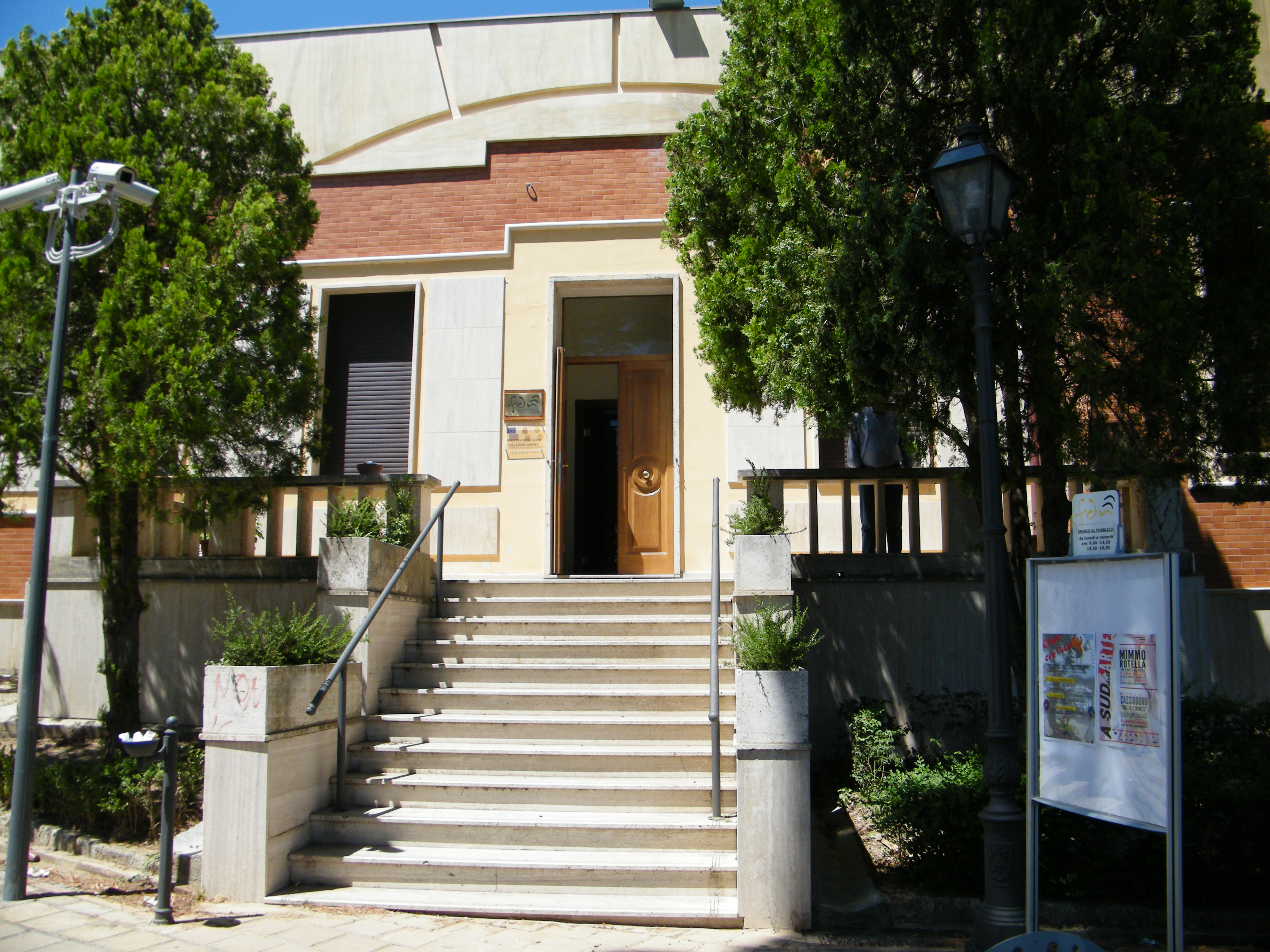
L'entrée de la bibliothèque.

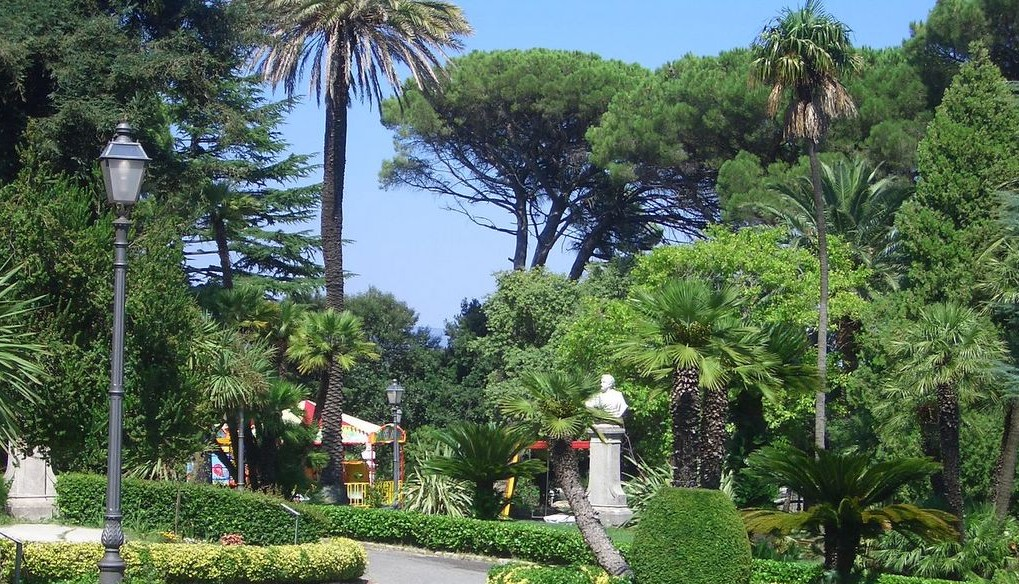
La Villa Margherita où est installée la bibliothèque depuis 1958.

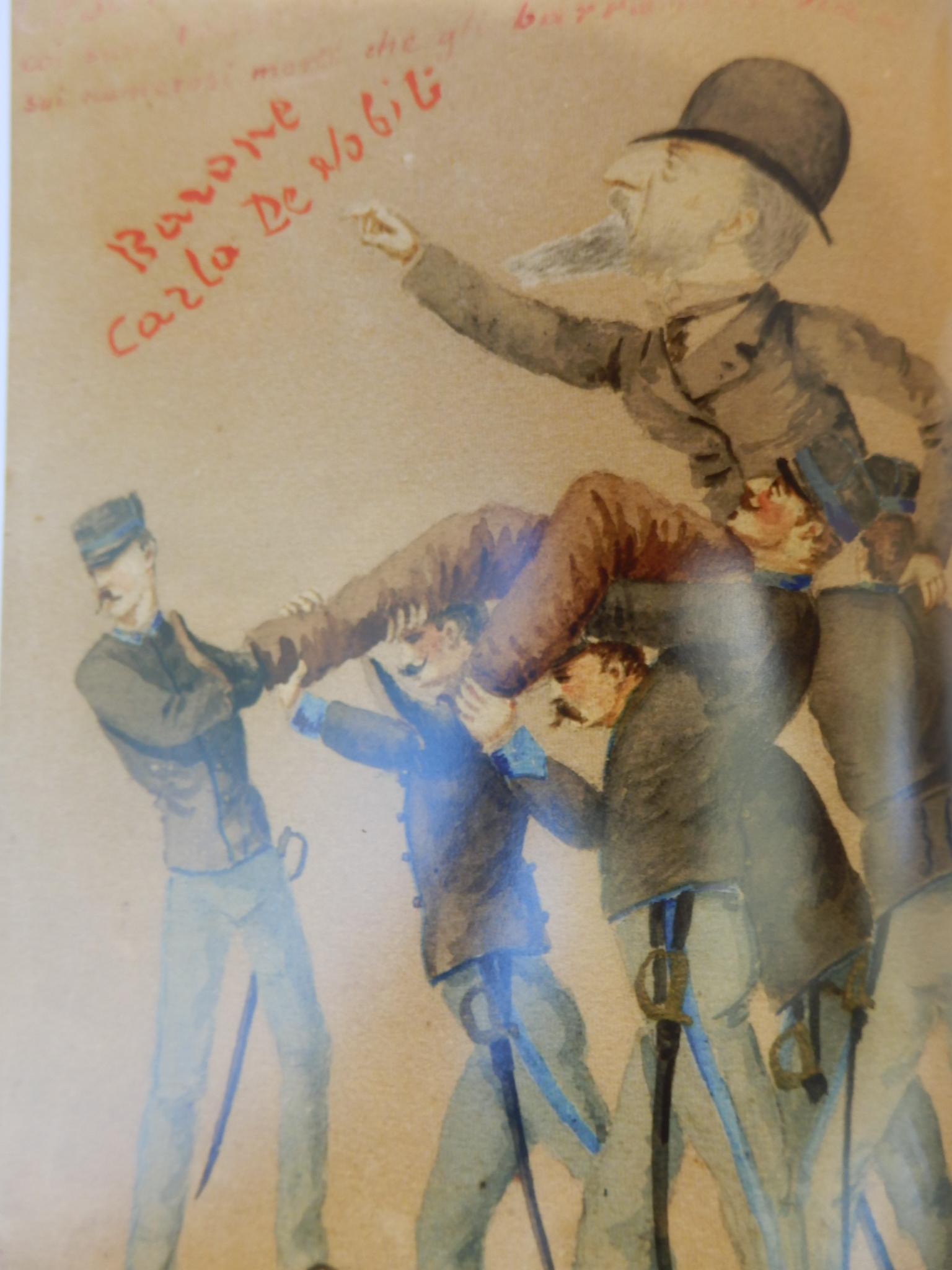
Caricature de Carlo De Nobili, directeur en 1908.

Au cours des siècles, de nombreuses tentatives ont eu lieu pour essayer de créer une bibliothèque publique dans la ville de Catanzaro. Un de ces essais est le décret souverain de 1839 grâce auquel la petite bibliothèque appartenant au lycée royal de Catanzaro (le regio liceo) devenait ouverte au public et une somme de cinquante ducats à la charge de l'administration de la ville (le décurionat) lui était accordée. Cette bibliothèque a finalement été fermée à cause de son manque de fréquentation et de sa faible collection d'ouvrages.
L'actuelle bibliothèque municipale de Catanzaro a été instituée le 2 juin 1889 sur demande du sénateur Giuseppe Antonio Rossi (1818-1910), maire de Catanzaro de 1872 à 1877 puis de 1888 à 1892 et de l'adjoint à l'instruction publique, Francesco Laratta. Elle était à l'origine appelée bibliothèque municipale de Catanzaro « Honnêteté et Travail » (biblioteca municipale di Catanzaro “Onestà e Lavoro” en italien). Elle se trouvait au premier étage de la mairie de la ville, l'ancien palazzo De Nobili, construit par le baron Emanuele De Nobili et vendu à la commune en 1863.
En 1910, elle fusionne avec la bibliothèque populaire de Catanzaro (qui elle avait été fondée en 1868).
En 1908, la bibliothèque est dirigée par le baron Carlo De Nobili, écrivain, historien et homme politique qui s'était retiré dans l'écriture d'ouvrages historiques après une faillite économique. Il laisse la direction de la bibliothèque la même année à son fils Filippo De Nobili (1876-1962), écrivain, poète, historien et lexicographe, qui la dirige jusqu'en 1958. Pendant cette période, de nombreuses personnalités fréquentent la bibliothèque municipale, dont Piero Calamandrei, Corrado Alvaro en 1913, Umberto Bosco, Gerhard Rohlfs, Giovanni Nencioni, le journaliste et écrivain Guido Puccio (it), l'historien et géographe Giuseppe Isnardi, le ministre communiste Fausto Gullo, le ministre Mario Casalinuovo et le sénateur communiste Nicola Vaccaro.
En 1958, après une invasion de termites, la bibliothèque est transférée dans les jardins de la villa Margherita (alors villa Trieste). Le nouveau siège est inauguré le 4 novembre 1958 en présence du sous-secrétaire d’État aux travaux publics, Tommaso Spasari et de l'écrivain Umberto Bosco. À cette occasion, la bibliothèque est renommée Bibliothèque municipale Filippo De Nobili en l'honneur de son ancien directeur,.
En 1970, Augusto Placanica est nommé directeur de la bibliothèque communale. En cinq ans de direction, il modernise et transforme de manière importante la bibliothèque.
La Bibliothèque municipale Filippo De Nobili est de nouveau modifiée en 1997 avec l'ajout et la création de nouveaux espaces, comme une salle multimédia et une salle des archives historiques. Le 15 octobre 2009, la bibliothèque est rouverte au public, bien qu'initialement les seuls services disponibles soient ceux de prêt et de consultation. L'inauguration des lieux se déroule en novembre de la même année.

## Patrimoine

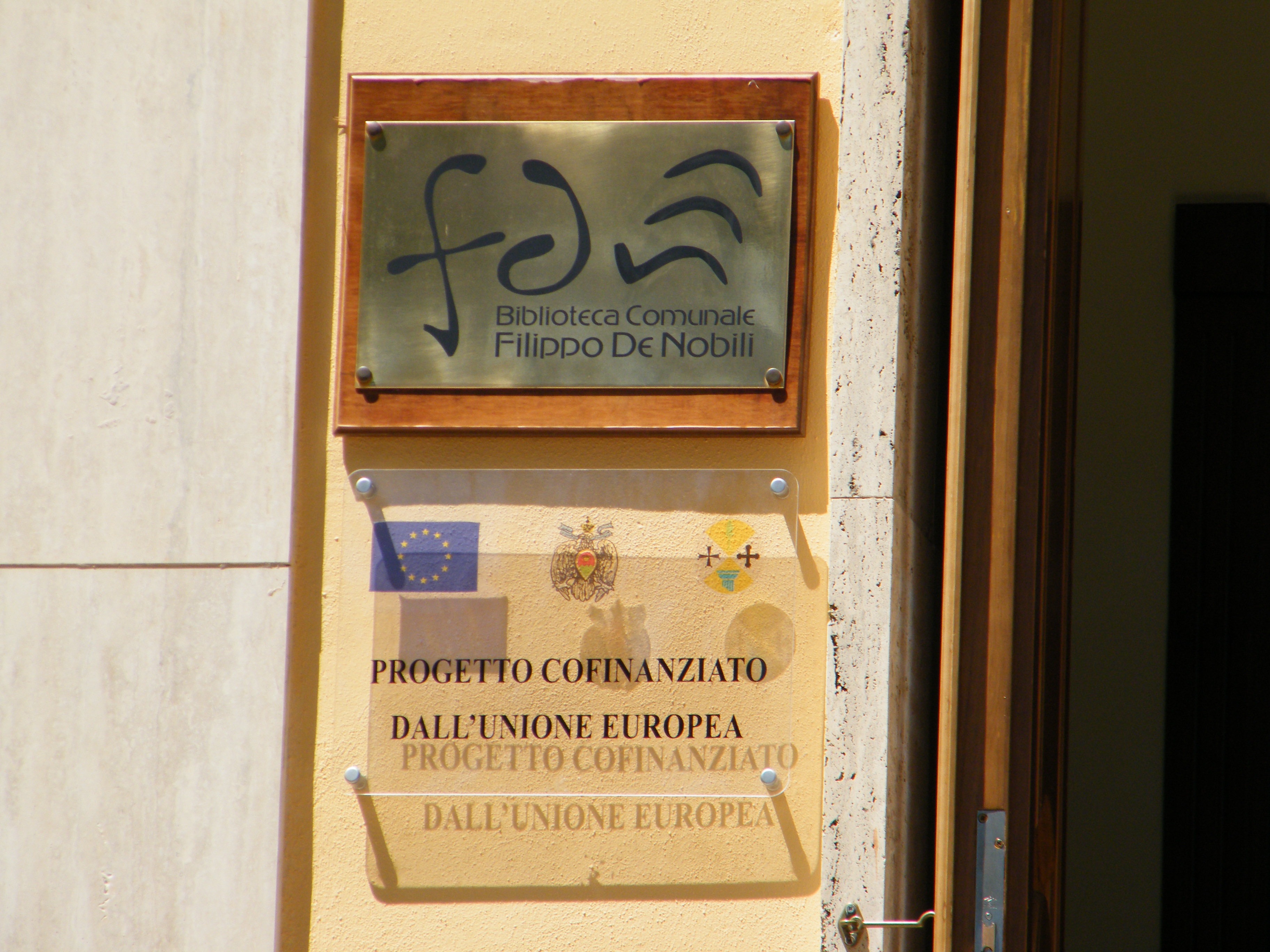
Plaque à l'entrée de la bibliothèque.

Au début de son existence, la bibliothèque ne disposait que d'un petit patrimoine d'à peu près mille ouvrages provenant de donations privées. Par la suite, son patrimoine s’enrichit avec des livres qui ont appartenu aux congrégations religieuses de la ville qui ont été dissoutes dans les années 1880. La commune de Catanzaro les entrepose alors dans la bibliothèque du lycée royal. Cependant, à cause de la mauvaise conservation et des vols réguliers de ces ouvrages, la collection diminue grandement.
Après la création de la bibliothèque municipale, le lycée royal s'oppose à la restitution des ouvrages qui n'advient qu'après l'émission d'un décret ministériel. Parmi les œuvres présentes dès la création de la bibliothèque se trouvent les livres ayant appartenu au professeur de philosophie Paolo Emilio Tulelli qu'il avait légués à sa mort à la ville de Catanzaro,.
Plus récemment se sont ajoutés les ouvrages provenant de la bibliothèque de Presidio Militare, qui a été fermée, ainsi que les collections de particuliers comme le philosophe Francesco Fiorentino (1834-1884), Cesare Sinopoli, Antonio Serravalle, Fausto et Edoardo Squillace, Filippo De Nobili, Giuseppe Isnardi, Teresa Petrucco, Augusto Placanica, Guido Puccio (1894-1980), Federico Procopio et Giovanni Mastroianni.
En 2002, la bibliothèque achète près de 2 500 livres, dont de nombreux ouvrages écrits par de grands auteurs calabrais et d'autres pour agrandir la section jeunesse nouvellement créée.

### Ouvrages anciens
Parmi les ouvrages les plus anciens de la bibliothèque se trouve le Libro rosso della città di Catanzaro (le Livre rouge de la ville de Catanzaro) qui rapporte les immunités parlementaires concédées à la ville depuis les années 1300 jusqu'au milieu du XVIIe siècle et le privilège donné par l'empereur Charles Quint à Catanzaro le 22 mars 1536. En outre, on compte de nombreux autres ouvrages anciens dans la bibliothèque dont :
- 11 incunables (livres imprimés avant janvier 1501) ;
- 508 cinquecentine (livres datant du XVIe siècle) ;
- 972 livres du XVIIe siècle ;
- 1959 livres du XVIIIe siècle.

Parmi les collections se trouvent aussi de nombreux manuscrits, dont ceux qui appartiennent aux fonds Massinissa Presterà, Sinopoli, De Nobili (rédigé en grande partie par la famille des barons De Nobili de Magliacane et répartie en 53 volumes) et vecchio (53 volumes).

## Organisation
La bibliothèque municipale Filippo De Nobili est divisée en quatre salles.
La première est la salle de consultation, où il est possible d'avoir accès à tous les ouvrages de la bibliothèque.
La deuxième est l'hémérothèque, lieu destiné à la consultation de journaux, magazines et revues, qui porte le nom du journaliste assassiné par la mafia Peppino Impastato,.
La troisième est la salle jeunes, pour les ouvrages destinés à la jeunesses.
La dernière est la salle de conférence A. Placanica, nommée ainsi en l'honneur du bibliothécaire Augusto Placanica.

## Liste partielle de bibliothécaires
| Début | Fin  | Nom                                    | Autres charges      |
| ----- | ---- | -------------------------------------- | ------------------- |
| 1908  | 1908 | Carlo De Nobili                        | Baron de Magliacane |
| 1908  | 1958 | Filippo De Nobili                      | Don                 |
| 1958  | ?    | Changement du siège de la bibliothèque |                     |
| 1970  | 1975 | Augusto Placanica                      | Professeur          |
|       |      | Maria Teresa Straniera                 | Doctoresse          |